# Joaquim Inácio da Cruz Sobral

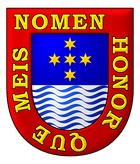
Brasão Sobral.

Joaquim Inácio da Cruz Sobral (Lisboa, 14 de Setembro de 1725 – ?), 1.º Senhor do Morgado de Sobral de Monte Agraço, foi um empresário português, de família que se enobreceu no século XVIII.

## Família
Filho de João Francisco da Cruz e de sua mulher Joana Maria de Sousa e irmão de António José da Cruz, José Francisco da Cruz Alagoa e Anselmo José da Cruz Sobral.

## Biografia
Viveu no princípio na companhia de seu pai e passou depois ao Brasil chamado por seu irmão José Francisco da Cruz, com quem aprendeu o negócio e esteve na mesma loja, e depois de estabelecido casou com Ana Joaquina Inácia da Cunha, que levou em dote grande cabedal. Na Bahia, foi sócio de Teodósio Gonçalves da Silva. Foi mandado recolher a Lisboa em 1765 e, logo que seu irmão José Francisco começou a achar-se enfermo, e em vida do mesmo seu irmão, foi nomeado Administrador da Alfândega de Lisboa a 30 de Abril de 1767, e depois foi nomeado Conselheiro de Capa e Espada da Fazenda Real a 20 de Outubro de 1768, passando-se-lhe Carta de Conselho a 21 de Outubro de 1768 para Conselheiro de Sua Majestade Fidelíssima D. José I de Portugal, e Alvará de Fidalgo da Casa Real a 5 de Janeiro de 1769. Por falecimento de seu irmão ficou empregado no lugar de Tesoureiro-Mor do Real Erário.
O Rei D. José I lhe fez mercê dos Prazos de Sobral e Monte Agraço, que se achavam incorporados na Coroa, por Carta de 18 de Abril de 1771, havendo já comprado o Reguengo da dita Vila, em que estebeleceu um Morgado de 25.000 cruzados, do qual foi o 1.º Senhor, que lhe foi confirmado para nomear em descendentes legítimos por Carta de 19 de Dezembro de 1776, denominando-se de Sobral com obrigação do mesmo apelido e Armas dadas a esta família, e foi igualmente Alcaide-Mor de Freixo de Numão por Carta de 20 de Fevereiro de 1773,. 

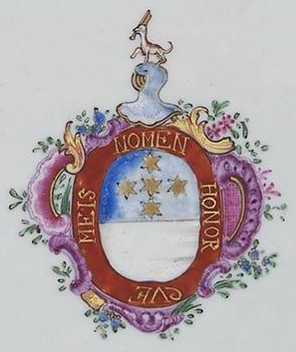
Armas de Joaquim Inácio da Cruz Sobral - Porcelana do Reinado Qianlong (1736-1795)

O mesmo Príncipe, pelos serviços dele recebidos, concedeu Carta de Brasão de Armas, de Mercê Nova, a 7 de Dezembro de 1776, com as seguintes: cortado, o primeiro de azul, com cinco estrelas de seis pontas de ouro, postas em cruz; o segundo de prata, ondado de azul; bordadura de todo o escudo de vermelho, carregada da legenda Nomen honorque meis em letras de ouro; timbre: um galgo de prata, coleirado de vermelho, com uma chave de ouro na boca.
Morreu sem geração e passou a Casa a seu irmão Anselmo José da Cruz, sobre que houve uma grossa demanda com os filhos de seu irmão José Francisco da Cruz.

## Casamento
Casou com Ana Joaquina Inácia da Cunha (? - 1803), filha de João Dias da Cunha e de sua mulher Maria da Encarnação Correia, sem geração, pelo que lhe sucedeu seu irmão mais novo. A sua viúva casou novamente com José Street de Arriaga Brum da Silveira e Cunha e com Rodrigo Vitorino de Sousa e Brito.